# Philoliche inornata
Philoliche inornata är en tvåvingeart som först beskrevs av Austen 1911.  Philoliche inornata ingår i släktet Philoliche och familjen bromsar.
Artens utbredningsområde är Kongo. Inga underarter finns listade i Catalogue of Life.